# Anareolatae
Infra-ordre
Les Anareolatae sont un infra-ordre de phasmoptères qui regroupe des phasmes ne présentant pas d'aréoles (zone triangulaire située à l’extrémité distale des tibias), contrairement aux Areolatae.

## Taxons subordonnés
Cet infra-ordre regroupe deux familles :
- famille des Diapheromeridae
  - sous-famille des Diapheromerinae
  - sous-famille des Lonchodinae
  - sous-famille des Necrosciinae
  - sous-famille des Pachymorphinae
  - sous-famille des Palophinae
- famille des Phasmatidae
  - sous-famille des Cladomorphinae
  - sous-famille des Eurycanthinae
  - sous-famille des Phasmatinae
  - sous-famille des Platycraninae
  - sous-famille des Tropidoderinae
  - sous-famille des Xeroderinae